# Béni Saf (distrito)
Béni Saf é um distrito localizado na província de Aïn Témouchent, no noroeste da Argélia. Em 2010, sua população era de 56 138 habitantes.

## Municípios
O distrito está dividido em três municípios:
- Béni Saf
- Sidi Safi
- El Emir Abdelkader